# 三浦俊也
三浦 俊也（みうら としや、1963年7月16日-）は、岩手県釜石市出身の元サッカー選手、サッカー指導者。

## 来歴

### 選手・ドイツ留学時代
岩手県立釜石南高校（現・岩手県立釜石高等学校）を卒業後、1982年に駒澤大学へ入学し、サッカー部に所属したが控え選手だった。大学卒業後は地元の養護学校の教諭をしながら東北社会人サッカーリーグの盛岡ゼブラや新日鐵釜石サッカー部で選手としてプレーしていた。
その後、指導者になるという夢を捨てきれずに、1991年にドイツにコーチ留学した。ケルン体育大学で5年半に渡ってコーチ理論を学び、ドイツA級（日本のA級に互等）ライセンスを取得した。また、この時期にドイツ語を習得した。

### 仙台・水戸時代
日本に戻った直後の1996年にはS級ライセンスを通訳兼任で受講し、ライセンスを取得。翌1997年には当時ジャパンフットボールリーグ（旧JFL）のブランメル仙台（現在のベガルタ仙台）のコーチに就任し、天皇杯では監督を務めた。
1998年、水戸ホーリーホックで初めてシーズンを通して監督を務めた。

### 大宮時代
1999年から大宮アルディージャのコーチに就任し、監督のピム・ファーベークの下でオランダスタイルのポゼッションサッカーを学ぶ。2000年に大宮の監督に就任した。
2000年はシーズン4位とまずまずの成績を残したが、上位3チームには1勝11敗と全く歯が立たなかった。2001年は元サッカーパナマ代表FWのホルヘ・デリー・バルデス、後にJリーグ初のダブルハットトリックを達成したバレー、元サッカー日本代表の安藤正裕などを獲得。三浦も「指導者になってから最高の陣容」と自信を持っていた。
2001年シーズンは第2クールでの全勝を含め、前半戦終了時点で17勝（延長勝ち4）2敗1分けの成績であったが、第3クール開始直後にジョルジーニョとバルデスが相次いでシーズン絶望の大ケガを負い、結果的に最終順位は5位でJ1昇格は成らなかった。シーズン終了後に三浦は監督を退任した。
2004年、2年ぶりに大宮の監督に就任。当初は戦力の見定めに苦労したこともあって出遅れたが、圧倒的な首位だった川崎フロンターレ以外のチームが伸び悩んだこともあって前半戦終了時には自動昇格圏内の2位を確保する。後半戦はトゥットの途中補強や、長丁場を見据えてのターンオーバー制など打つ手がことごとく的中して白星を積み重ね、第42節の水戸戦に勝利してJ1昇格を決めた。
2005年は前半戦はほぼ五分の成績を残したが、エースのクリスティアンの退団や故障者の続出など、2001年と同じパターンで失速し、一時は降格圏内にまで順位を下げたが、そこから持ち直してJ1残留を果たした。2006年シーズンも残留を果たし、この年限りで監督を退任した。

### 札幌時代
2007年は札幌の監督に就任。前任の柳下正明は攻撃的なサッカーを志向し実際攻撃力も高かったが、守備に脆さがありそれが大事なところでの敗戦にもつながっていた。三浦はFW陣にも守備意識を教え込むなど全員守備の組織的なサッカーを導入。失点は激減し開幕から順調に勝ち点を積み重ね首位を独走した。中盤以降、疲労や戦術を攻略されたこともあってもたつく時期もあったが、最終節（12月1日）の水戸ホーリーホック戦で勝利し、J2優勝、そして悲願のJ1復帰を果たした。
J1に復帰した2008年シーズン、中盤の核として期待していたアルセウが1週間で退団、ブルーノ・クアドロスの契約解除、曽田雄志を中心とした昨季のJ1昇格に大きく貢献したDF陣が負傷離脱という厳しい状況となる中、エースFWダヴィの活躍で得点はある程度取れていた。しかしケガ人が続出したことや、それ以上に堅守と言われたゾーンディフェンスがJ1のクラブ相手に通用せず崩壊した。またハードワークなどの守備中心の戦術だったため、各試合で（1試合で二人以上出た試合もあった）選手の退場数が多いことも響き、序盤から成績が低迷。シーズン途中で箕輪義信が加入し、守備はそこそこ安定したものの、7、8月の試合で幸先良く先制しながらも終盤で逆転され、勝ち点を奪えない試合が続き、史上最速タイ（当時・残り5試合）でのJ2降格が決定した。2009年シーズンの続投を要請されたが、この降格の責任を取る形でシーズン終了後に札幌監督を辞任した。

### 神戸時代
2009年8月にヴィッセル神戸の監督に就任。それまで監督を務めていた和田昌裕はヘッドコーチに回った。就任後は昨年の堅守速攻をベースにチームを指揮し、就任直後の8月は3連勝するなど降格の危機にあったチームを一時は立て直した。9月以降は1勝にとどまり再び低迷するものの、かろうじて残留を果たした。
2010年も引き続き神戸を指揮。しかしこのシーズンは、開幕から内容・結果とも伴わずに降格圏への低迷が続き、大久保の離脱を受けてエースに指名したFWイ・ジェミンもほとんどチームに溶け込めず、またハードワークなどの守備中心の戦術だったのが裏目に出て、7試合で6人の退場を出す（そのうちの2度がGK榎本達也の退場で、この2試合は、フィールドプレーヤーがGKを務める事態になった）など、札幌監督時代の低迷の要因と同じような光景が起こり、9月12日に解任された。

### 甲府時代
2011年、ヴァンフォーレ甲府の監督に就任。前年不安定だった守備力の向上を期待されていた。三浦は守備力強化として札幌時代に培ったゾーンディフェンスを徹底させることで対策をとろうとしたが、元々甲府は守備に関してはプレスディフェンスを主としていたチームで、まったく異なる守備方式に選手は戸惑うばかりか、守備を重視しすぎたあまりこれまで甲府が得意としていた「走るサッカー」も影を潜め、昨年度J2リーグ得点トップだった攻撃力も影を潜めてしまう。初勝利が6戦目の名古屋グランパス戦と遅れ、その後鹿島アントラーズやガンバ大阪といったACL出場組には勝利したものの開幕13試合未勝利のアビスパ福岡に内容でも押されて0-1で初白星を献上するなど19試合を過ぎて4勝しか挙げられず16位の降格圏に低迷。特に守備力を期待されていたのにもかかわらずゾーンディフェンスの弱点である「相手ゾーン外からのミドルシュート」を次々と決められるなど失点数がリーグワースト2位の37と期待とは逆の状況になってしまう。この惨状に海野一幸社長も見過ごすことはできず、「8月6日の第20節サンフレッチェ広島戦と翌節のモンテディオ山形戦で連勝できなければ解任する」という条件を提示。そして広島戦でもいいところなく0-2で敗れ、試合終了後に解任された。なお、ヴァンフォーレ甲府は前身の甲府サッカークラブ時代を含め監督をシーズン途中に解任（辞任含む）したことがなく、三浦はチーム初の事例となってしまった。
監督解任後はサッカー解説者として主にスカパー!でセリエA、J SPORTSでエールディヴィジの解説を担当。

### ベトナム代表監督
2014年5月8日、ベトナム代表の監督に就任した。2年契約でフル代表以外に、リオデジャネイロオリンピック出場を目指す22歳以下代表の監督を兼任する。しかし2016年1月28日に解任された。

### ホーチミン・シティ監督
2018年1月5日、レ・コン・ビンが会長を務めるホーチミン・シティFCの監督に就任した。しかしトップ3位の成績は達成できず単年で契約解除となった。

### 岐阜時代
2021年9月18日、FC岐阜のチーム統括本部長兼テクニカルダイレクターに就任した。2021年12月7日、FC岐阜の監督に就任した が、成績不振により翌年5月6日に解任。

### タイ時代
2023年3月にタイU-20代表監督に就任した。タイ1部ブリーラム・ユナイテッドとの共同プロジェクトによる招聘とのこと。タイサッカー協会は「ニューエラ（新時代）計画」を立ち上げ、今後3年でU-20タイ代表をアジアトップ8までレベルアップさせることを目標としていたが、2023年10月に退任を発表。理由は「個人的な事情」とされた。後任にはシュタルフ悠紀リヒャルト が就任した。

## エピソード
- 父親の三浦達夫は、かつての強豪・新日鐵釜石ラグビー部に所属していた選手であることを、北海道文化放送の番組内で明らかにしている。
- 甲府時代の2011年第19節、前年まで指揮を執っていたヴィッセル神戸相手に完全に走り負けた後の会見で「なぜ走れなかったのか」との質問に対し「理解できない。選手に聞いてみたい」と答えた。それに対し解任後、甲府のスポンサーおよび地元メディアである山梨日日新聞（2011年8月9日朝刊）は練習でもただ棒立ちのパス回ししかやっていないうえ、記者が先述の会見の内容を選手に尋ねたところ「走らなくてもいい練習しかやっていないから」と答えたことなど、三浦サッカーの不備を指摘されていた。
- 志木市のラーメン店「小池さん」の店主が、自身が釜石南高校で三浦の後輩に当たるため、軽い気持ちで応援メールを出してみたところ、三浦が突如来店し「この店のメニューを全部食ってやる」と言って常連になったというエピソードがある。同店はその後、選手やサポーターも立ち寄る店となったため、ラーメン店としては異色の、観戦用の大型テレビや各種グッズを置いた大宮アルディージャ仕様の店になって現在に至るという。（埼玉新聞2012年2月）
- ベトナムでサッカーを普及させた指導者としてテレビ朝日で2018年6月9日に放送された『陸海空 地球征服するなんて』で『ベトナムで聞いた日本人知名度ランキング』の第4位となり、三浦本人もこの番組に登場した[10]。

## 選手歴
- 1982年 - 1986年 駒澤大学[1]
- 盛岡ゼブラ[1]
- 新日鐵釜石[1]
- SVヴァイデン[1]
- BW Urfeld[1]
- RSV Urbach[1]

## 指導歴
- 1986年 - 1989年  岩手県立釜石南高校サッカー部 コーチ[1]
- 1990年  見前FC Jr.ユースコーチ[1]
- 1991年  SVヴァイデン コーチ[1]
- 1992年-1993年  BW Urfeld
  - 1992年 コーチ[1]
  - 1993年 ユースコーチ[1]
- 1994年-1996年  BV04デュッセルドルフ（ドイツ語版）
  - 1994年 コーチ[1]
  - 1995年 - 1996年 Jr.ユース監督
- 1997年  ブランメル仙台
  - 1月-10月 コーチ[1]
  - 10月-12月 監督[1]
- 1998年  水戸ホーリーホック 監督[1]
- 1999年-2001年  大宮アルディージャ
  - 1999年 コーチ[1]
  - 2000年-2001年 監督[1]
- 2004年 - 2006年  大宮アルディージャ 監督[1]
- 2007年 - 2008年  コンサドーレ札幌 監督[1]
- 2009年8月 - 2010年9月  ヴィッセル神戸 監督[1]
- 2011年 - 2011年8月  ヴァンフォーレ甲府 監督
- 2014年6月 - 2016年1月  ベトナム 監督
- 2018年1月 - 2018年10月  ホーチミン・シティFC 監督
- 2021年9月 ‐ 2022年5月 FC岐阜
  - 2021年9月 - 12月 チーム統括本部長兼テクニカルダイレクター
  - 2022年 - 同年5月 監督
- 2023年3月 ‐ 2023年10月 タイU-20代表監督

## 監督成績
| 年度    | 所属    | クラブ  | リーグ戦 | リーグ戦 | リーグ戦 | リーグ戦 | リーグ戦 | リーグ戦 | カップ戦       | カップ戦  |
| 年度    | 所属    | クラブ  | 順位     | 試合     | 勝点     | 勝       | 分       | 敗       | ナビスコ杯     | 天皇杯    |
| ------- | ------- | ------- | -------- | -------- | -------- | -------- | -------- | -------- | -------------- | --------- |
| 1997    | 旧JFL   | B仙台   | -        | -        | -        | -        | -        | -        | -              | 2回戦敗退 |
| 1998    | 旧JFL   | 水戸    | 14位     | 30       | 23       | 8        | -        | 22       | -              | 3回戦敗退 |
| 2000    | J2      | 大宮    | 4位      | 40       | 68       | 23       | 1        | 16       | 1回戦敗退      | 3回戦敗退 |
| 2001    | J2      | 大宮    | 5位      | 44       | 78       | 26       | 6        | 12       | 1回戦敗退      | 1回戦敗退 |
| 2004    | J2      | 大宮    | 2位      | 44       | 87       | 26       | 9        | 9        | -              | 5回戦敗退 |
| 2005    | J1      | 大宮    | 13位     | 34       | 41       | 12       | 5        | 17       | ベスト8        | ベスト4   |
| 2006    | J1      | 大宮    | 12位     | 34       | 44       | 13       | 5        | 16       | 予選リーグ敗退 | 5回戦敗退 |
| 2007    | J2      | 札幌    | 優勝     | 48       | 91       | 27       | 10       | 11       | -              | 3回戦敗退 |
| 2008    | J1      | 札幌    | 18位     | 34       | 18       | 4        | 6        | 24       | 予選リーグ敗退 | 4回戦敗退 |
| 2009    | J1      | 神戸    | 14位     | 14       | 17       | 4        | 5        | 5        | -              | 4回戦敗退 |
| 2010    | J1      | 神戸    | 16位     | 22       | 21       | 5        | 6        | 11       | 予選リーグ敗退 | -         |
| 2011    | J1      | 甲府    | 16位     | 20       | 17       | 4        | 5        | 11       | 1回戦敗退      | -         |
| 2022    | J3      | 岐阜    | 14位     | 7        | 7        | 2        | 1        | 4        | -              | -         |
| J1通算  | J1通算  | J1通算  | -        | 155      | -        | 42       | 33       | 84       |                |           |
| J2通算  | J2通算  | J2通算  | -        | 176      | -        | 102      | 26       | 48       |                |           |
| J3通算  | J3通算  | J3通算  | -        | 7        | -        | 2        | 1        | 4        |                |           |
| JFL通算 | JFL通算 | JFL通算 | -        | 30       | -        | 8        | -        | 22       |                |           |
| 通算    | 通算    | 通算    | -        | 368      | -        | 154      | 59       | 158      |                |           |

- 1997年は天皇杯のみ指揮
- 2009年は第21節より指揮、順位はシーズン最終順位
- 2010年は第22節で解任、順位は解任時順位
- 2011年は第20節で解任、順位は解任時順位
- 2022年は第8節で解任、順位は解任時順位（ただし第4節は未消化）

## タイトル

### 監督時代
コンサドーレ札幌
- J2リーグ：1回（2007年）

## CM出演
- 石屋製菓 白い恋人パーク (2008年)